# Miguel Aparicio
Miguel Aparicio (Torralba, antigua merindad de Calatayud en la segunda mitad del siglo XIV - 1448) fue un religioso español prior del Monasterio de Poblet, en Cataluña. Posteriormente tomó el puesto de abad del Monasterio de Veruela, siguiendo el mandato del rey Alfonso el Magnánimo. Más tarde fue el XXVII Abad perpetuo de dicho monasterio. En 1438 lo eligió el mismo rey para ser Obispo de Sácer, en Cerdeña. También fue Visitador General de su Orden en España, y diputado del Reino de Aragón.

## Obras
- De Sacramentis in genere.